# 2015-ös WTCC magyar nagydíj
A 2015-ös WTCC magyar nagydíj volt a 2015-ös túraautó-világbajnokság harmadik fordulója. 2015. május 3-án rendezték meg a Hungaroring-en, Mogyoródon.

## Időmérő
| Poz.                                    | #  | Versenyző           | Csapat                          | Autó                    | Kat. | 1. rész  | 2. rész  | 3. rész  | Pont |
| --------------------------------------- | -- | ------------------- | ------------------------------- | ----------------------- | ---- | -------- | -------- | -------- | ---- |
| 1                                       | 68 | Yvan Muller         | Citroën Total WTCC              | Citroën C-Elysée WTCC   |      | 1:49,269 | 1:49,191 | 1:48,848 | 5    |
| 2                                       | 7  | Hugo Valente        | Campos Racing                   | Chevrolet RML Cruze TC1 | Y    | 1:50,709 | 1:49,518 | 1:49,081 | 4    |
| 3                                       | 37 | José María López    | Citroën Total WTCC              | Citroën C-Elysée WTCC   |      | 1:49,988 | 1:49,171 | 1:49,567 | 3    |
| 4                                       | 9  | Sébastien Loeb      | Citroën Total WTCC              | Citroën C-Elysée WTCC   |      | 1:50,753 | 1:49,281 | 1:49,572 | 2    |
| 5                                       | 33 | Ma Csing-hua        | Citroën Total WTCC              | Citroën C-Elysée WTCC   |      | 1:50,764 | 1:49,763 |          | 1    |
| 6                                       | 18 | Tiago Monteiro      | Honda Racing Team JAS           | Honda Civic WTCC        |      | 1:50,053 | 1:49,819 |          |      |
| 7                                       | 12 | Robert Huff         | Lada Sport Rosneft              | Lada Vesta              |      | 1:49,929 | 1:49,834 |          |      |
| 8                                       | 4  | Tom Coronel         | ROAL Motorsport                 | Chevrolet RML Cruze TC1 | Y    | 1:51,549 | 1:50,021 |          |      |
| 9                                       | 3  | Tom Chilton         | ROAL Motorsport                 | Chevrolet RML Cruze TC1 | Y    | 1:50,791 | 1:50,284 |          |      |
| 10                                      | 5  | Michelisz Norbert   | Zengő Motorsport                | Honda Civic WTCC        | Y    | 1:50,820 | 1:50,301 |          |      |
| 11                                      | 25 | Mehdi Bennani       | Sébastien Loeb Racing           | Citroën C-Elysée WTCC   | Y    | 1:50,882 | 1ː50,384 |          |      |
| 12                                      | 26 | Stefano D'Aste      | ALL-INKL.COM Münnich Motorsport | Chevrolet RML Cruze TC1 | Y    | 1:51,686 | 1:51,745 |          |      |
| 13                                      | 27 | John Filippi        | Campos Racing                   | Chevrolet RML Cruze TC1 | Y    | 1:51,715 |          |          |      |
| 14                                      | 15 | James Thompson      | Lada Sport Rosneft              | Lada Vesta              |      | 1:52,153 |          |          |      |
| 15                                      | 11 | Grégoire Demoustier | Craft Bamboo                    | Chevrolet RML Cruze TC1 | Y    | 1:52,355 |          |          |      |
| 16                                      | 14 | Mihail Kozlovszkij  | Lada Sport Rosneft              | Lada Vesta              |      | 1:54,179 |          |          |      |
| Kvalifikációs időlimit (107%): 1:56,918 |    |                     |                                 |                         |      |          |          |          |      |
| 17                                      | 2  | Gabriele Tarquini   | Honda Racing Team JAS           | Honda Civic WTCC        |      |          |          |          |      |

- Y - Yokohama bajnokság

## Első verseny
| Poz. | #  | Versenyző           | Csapat                          | Autó                    | Kat. | Futott kör | Idő/Kiesés oka | Rajthely | Pont |
| ---- | -- | ------------------- | ------------------------------- | ----------------------- | ---- | ---------- | -------------- | -------- | ---- |
| 1    | 37 | José María López    | Citroën Total WTCC              | Citroën C-Elysée WTCC   |      | 13         | 24:11,868      | 3        | 25   |
| 2    | 68 | Yvan Muller         | Citroën Total WTCC              | Citroën C-Elysée WTCC   |      | 13         | +3,958         | 1        | 18   |
| 3    | 7  | Hugo Valente        | Campos Racing                   | Chevrolet RML Cruze TC1 | Y    | 13         | +10,290        | 2        | 15   |
| 4    | 33 | Ma Csing-hua        | Citroën Total WTCC              | Citroën C-Elysée WTCC   |      | 13         | +11,059        | 5        | 12   |
| 5    | 18 | Tiago Monteiro      | Honda Racing Team JAS           | Honda Civic WTCC        |      | 13         | +11,523        | 6        | 10   |
| 6    | 9  | Sébastien Loeb      | Citroën Total WTCC              | Citroën C-Elysée WTCC   |      | 13         | +14,102        | 4        | 8    |
| 7    | 3  | Tom Chilton         | ROAL Motorsport                 | Chevrolet RML Cruze TC1 | Y    | 13         | +14,805        | 9        | 6    |
| 8    | 5  | Michelisz Norbert   | Zengő Motorsport                | Honda Civic WTCC        | Y    | 13         | +15,548        | 10       | 4    |
| 9    | 12 | Robert Huff         | Lada Sport Rosneft              | Lada Vesta WTCC         |      | 13         | +17,642        | 7        | 2    |
| 10   | 4  | Tom Coronel         | ROAL Motorsport                 | Chevrolet RML Cruze TC1 | Y    | 13         | +18,104        | 8        | 1    |
| 11   | 25 | Mehdi Bennani       | Sébastien Loeb Racing           | Citroën C-Elysée WTCC   | Y    | 13         | +23,764        | 11       |      |
| 12   | 11 | Grégoire Demoustier | Craft Bamboo                    | Chevrolet RML Cruze TC1 | Y    | 13         | +35,625        | 14       |      |
| 13   | 27 | John Filippi        | Campos Racing                   | Chevrolet RML Cruze TC1 | Y    | 13         | +45,968        | 13       |      |
| 14   | 26 | Stefano D'Aste      | ALL-INKL.COM Münnich Motorsport | Chevrolet RML Cruze TC1 | Y    | 13         | +48,486        | 12       |      |
| Ki   | 14 | Mihail Kozlovszkij  | Lada Sport Rosneft              | Lada Vesta WTCC         |      | 6          | +7 kör         | 15       |      |
| Kiz  | 2  | Gabriele Tarquini   | Honda Racing Team JAS           | Honda Civic WTCC        |      | 13         | +18,522        | 16       |      |
| Ni   | 15 | James Thompson      | Lada Sport Rosneft              | Lada Vesta WTCC         |      |            |                |          |      |

- Y - Yokohama bajnokság

## Második verseny
| Poz. | #  | Versenyző           | Csapat                          | Autó                    | Kat. | Futott kör | Idő/Kiesés oka | Rajthely | Pont |
| ---- | -- | ------------------- | ------------------------------- | ----------------------- | ---- | ---------- | -------------- | -------- | ---- |
| 1    | 5  | Michelisz Norbert   | Zengő Motorsport                | Honda Civic WTCC        | Y    | 14         | 26:00,367      | 1        | 25   |
| 2    | 4  | Tom Coronel         | ROAL Motorsport                 | Chevrolet RML Cruze TC1 | Y    | 14         | +7,103         | 3        | 18   |
| 3    | 3  | Tom Chilton         | ROAL Motorsport                 | Chevrolet RML Cruze TC1 | Y    | 14         | +9,315         | 2        | 15   |
| 4    | 18 | Tiago Monteiro      | Honda Racing Team JAS           | Honda Civic WTCC        |      | 14         | +10,176        | 5        | 12   |
| 5    | 9  | Sébastien Loeb      | Citroën Total WTCC              | Citroën C-Elysée WTCC   |      | 14         | +11,235        | 7        | 10   |
| 6    | 37 | José María López    | Citroën Total WTCC              | Citroën C-Elysée WTCC   |      | 14         | +12,040        | 8        | 8    |
| 7    | 68 | Yvan Muller         | Citroën Total WTCC              | Citroën C-Elysée WTCC   |      | 14         | +13,065        | 10       | 6    |
| 8    | 7  | Hugo Valente        | Campos Racing                   | Chevrolet RML Cruze TC1 | Y    | 14         | +18,639        | 9        | 4    |
| 9    | 33 | Ma Csing-hua        | Citroën Total WTCC              | Citroën C-Elysée WTCC   |      | 14         | +19,826        | 6        | 2    |
| 10   | 11 | Grégoire Demoustier | Craft Bamboo                    | Chevrolet RML Cruze TC1 | Y    | 14         | +30,021        | 14       | 1    |
| 11   | 27 | John Filippi        | Campos Racing                   | Chevrolet RML Cruze TC1 | Y    | 14         | +38,660        | 13       |      |
| 12   | 26 | Stefano D'Aste      | ALL-INKL.COM Münnich Motorsport | Chevrolet RML Cruze TC1 | Y    | 14         | +42,030        | 12       |      |
| 13   | 2  | Gabriele Tarquini   | Honda Racing Team JAS           | Honda Civic WTCC        |      | 14         | +1:11,284      | 15       |      |
| Ki   | 14 | Mihail Kozlovszkij  | Lada Sport Rosneft              | Lada Vesta WTCC         |      | 6          | +8 kör         | 16       |      |
| Ki   | 25 | Mehdi Bennani       | Sébastien Loeb Racing           | Citroën C-Elysée WTCC   | Y    | 1          |                | 11       |      |
| Ki   | 12 | Robert Huff         | Lada Sport Rosneft              | Lada Vesta WTCC         |      | 1          |                | 4        |      |

- Y - Yokohama bajnokság

## Külső hivatkozások
- Az időmérő eredménye
- Az első futam eredménye
- A második futam eredménye